# Epitácio Cafeteira
Epitácio Cafeteira Afonso Pereira, mais conhecido como Epitácio Cafeteira GCIH (João Pessoa, 27 de junho de 1924 – Brasília, 13 de maio de 2018) foi um bancário e político brasileiro, outrora prefeito de São Luís e governador do Maranhão, estado que também representou no Congresso Nacional.

## Dados biográficos
Filho de José Justino Pereira do Café e Eudóxia Afonso Pereira. Funcionário do Banco do Brasil e técnico em Contabilidade, iniciou sua trajetória política nas Oposições Coligadas como candidato a deputado estadual no Maranhão em 1950, mas não obteve êxito. Também foi derrotado ao disputar esse mesmo cargo em Alagoas pela Frente Democrática Trabalhista em 1958. De volta ao Maranhão, elegeu-se suplente de deputado federal pelo PR em 1962 chegando a exercer o mandato mediante convocação. Num desses intervalos apresentou uma emenda constitucional estabelecendo a eleição direta para prefeito da capital maranhense, até então a única do país onde o alcaide era nomeado pelo governador do estado. Aprovada a emenda, Epitácio Cafeteira elegeu-se prefeito de São Luís em 3 de outubro de 1965 e foi empossado no dia 16 de outubro para um mandato de quatro anos.
Membro do MDB após a imposição do bipartidarismo pelos militares, foi candidato a senador em 1970, no entanto os vencedores foram José Sarney e Alexandre Costa, candidatos da ARENA. Em 1974 e 1978, elegeu-se deputado federal e com o fim do bipartidarismo ingressou no PMDB em 1980, renovando seu mandato parlamentar em 1982. Voto favorável à Emenda Dante de Oliveira em 1984, reconciliou-se com José Sarney ao escolher Tancredo Neves no Colégio Eleitoral em 1985. Com a morte de Tancredo Neves em 21 de abril daquele ano, José Sarney foi efetivado presidente da República e apoiou a eleição de Epitácio Cafeteira como governador do Maranhão em 1986. Em 26 de novembro de 1987 foi agraciado com a Grã-Cruz da Ordem do Infante D. Henrique de Portugal.
Ingressou no PDC durante sua estadia no Palácio dos Leões e renunciou ao governo estadual pouco antes de eleger-se senador em 1990 como adversário do grupo liderado por José Sarney, eleito senador pelo PMDB do Amapá. Com a extinção do PDC em 4 de abril de 1993, disputou o governo maranhense pelo PPR em 1994 e pelo PPB em 1998, mas foi vencido por Roseana Sarney (PFL) nas duas vezes. Ficou em terceiro lugar como candidato ao Senado Federal via PDT em 2002, mas após celebrar uma aliança com o clã Sarney, foi eleito senador pelo PTB em 2006.
Epitácio Cafeteira foi o primeiro relator do processo movido contra o senador Renan Calheiros por quebra de decoro parlamentar em 2007 tendo se posicionado a favor da absolvição do então presidente do Senado. Entre dezembro de 2012 e fevereiro de 2013, integrou a Comissão Representativa do Congresso Nacional. Não disputou as eleições de 2014, deixando o Senado Federal ao fim da legislatura, em fevereiro de 2015.
Faleceu em 13 de maio de 2018, aos 93 anos, em razão do delicado estado de saúde. O político morava em Brasília, onde estava internado em uma UTI residencial.